# Bernat Vidal
|  | Aquest article tracta sobre Bernat Vidal del segle xiii. Per a d'altres personatges amb aquest nom, vegeu: Bernat Vidal (desambiguació) |

Bernat Vidal va ser un jurista i poeta que va morir el segle xiii.
Apareix esmentat per Cerverí de Girona a Lo vers del comte de Rodés, escrit cap al 1279, com un dels tres trobadors que ha vist morir al bisbat de Girona.
Lluís Nicolau d'Olwer ha insinuat que podria haver col·laborat en la redacció de la primera part de la crònica del Llibre dels feits. A la Crònica de Bernat Desclot hi diu que "hi havia un ric home molt savi i cert, qui era de Catalunya i es deia Bernat Vidal de Besalú".